# Révész Gy. István
Révész Gy. István (írói álnevei: E. J. Charon, ??, született: Reisz Gyula; Budapest, Erzsébetváros, 1910. szeptember 29. – Budapest, 1971. június 13.) magyar író, újságíró, színműíró, műfordító, Révész Tamás fotóművész, fotóriporter apja.

## Élete
Reisz Henrik mészárosmester és Bodon (Weinberger) Zelma gyermekeként született. Szülei elváltak, majd anyja 1916-ban Révész Artúr (1885–1942) vasúti vállalkozó felesége lett, aki 1927-ben örökbe fogadta és nevére vette a gyermeket. Nevelőapja 1942-ben öngyilkos lett. A felszabadulás előtt Nagyváradon és Temesvárott volt újságíró, és különféle angolszász hangzású álneveken tucatnyi sikeres detektívregényt írt.
1945-től az Új Dunántúl, a Szabadság, a Magyar Nap és a Népszava munkatársa.
1957-től haláláig a Hétfői Hírek szerkesztője majd főszerkesztő-helyettese volt. Változatos irodalmi műfajokban alkotott. Három színművét neves vidéki színházak mutatták be. Regényei 1951-től jelentek meg. Négy krimije az Albatrosz könyvek sorozatban jelent meg, az utolsó három E. J. Charon álnéven.

## Színművei
- Nincs oázis (színmű, bemutató: Pécsi Nemzeti Színház, 1946)
- Az első 36 óra[7] (dráma, bemutató: Kaposvári Csiky Gergely Színház, 1968)
- Például Caius (színmű, bemutató: Szegedi Nemzeti Színház, 1972)

## Regényei
- Hello, Hopkins!, szatirikus regény, Művelt Nép, Budapest, 1954, 282 oldal, illusztráció: Pogány Sándor
- Fekete felség,[8] ifjúsági regény, Ifjúsági Kiadó, Budapest, 1957, 196 oldal, illusztráció: Réber László
- Nem magánügy!, Kossuth Kiadó, Budapest, 1961, 76 oldal, illusztráció: Toncz Tibor
- Fél hanggal feljebb, kisregény, Vidám könyvtár sorozat, Magvető, Budapest, 1966, 171 oldal, illusztráció: Szür-Szabó József
- Fekete Gábor-Révész Gy. István: Tábornok hadsereg nélkül, Kossuth, Budapest, 1969, 176 oldal
- Az izgága bébi, bűnügyi regény, Albatrosz könyvek, Magvető, Budapest, 1970, 253 oldal
- E. J. Charon: A MOMAKI-dosszié, bűnügyi regény, Albatrosz könyvek, Magvető, Budapest, 1972, 268 oldal; 	Csehszlovák-magyar közös kiadás, Madách Kiadó-Magvető, Pozsony-Budapest, 1972, 263 oldal
- E. J. Charon: Kaszinókert-dosszié, bűnügyi regény, Albatrosz könyvek, Magvető, Budapest, 1978, 239 oldal, ISBN 963-270-729-X
- E. J. Charon: Romantikus dosszié, bűnügyi regény, Albatrosz könyvek, Magvető, Budapest, 1985, 287 oldal, ISBN 963-14-0426-9

## Egyéb
- Vásárhelyi Miklós–Révész Gy. István–Mihail Solohov–... : Atombombás gyújtogatók,[9] Művelt Nép Könyvkiadó, Budapest, 1951, 176 oldal
- Ünnepünk: November 7., Szabad Föld, Budapest, 1951, 23 oldal, Szabad Föld téli esték füzetei 1.
- Egyetlen esztendő, Művelt Nép, Budapest, 1952,[10] 104 oldal
- Egy nép – két ország (riportkönyv Kelet- és Nyugat-Németországról, Művelt Nép, Budapest, 1953, 133 oldal
- Árnyék Európa felett, Országos Béketanács, Budapest, 1954, 36 oldal, Mi van a nagyvilágban? Az Országos Béketanács külpolitikai füzetei 34.
- Idegen pénz – magyar vér, Kossuth Könyvkiadó, Budapest, 1957, 47 oldal
- A béke volt veszélyben, Kossuth Kiadó, Budapest, 1957, 63 oldal
- Négyszemközt a kapitalizmusról és a szocializmusról, Kossuth Kiadó, Budapest, 1960, 207 oldal
- A munkavédelemről, Tények és érvek sorozat 9., Kossuth Könyvkiadó, Budapest, 1964, 31 oldal
- Földes István-Gárdos Miklós-Révész Gy. István: Választási zsebkönyv, Kossuth Könyvkiadó, Budapest, 1967, 119 oldal, Tények és adatok sorozat

## Szerkesztő
A kötetet válogatta, jegyzetekkel ellátta és a fordításokat ellenőrizte Révész Gy. István:
- Jack London: A kalózhajó és más elbeszélések, Athenaeum, Budapest, 1950, 181 oldal

A könyv írói feldolgozása és szerkesztése Révész Gy. István:
- Rodolfo: Vigyázat! Csalok!, Bibliotheca Könyvkiadó, Budapest, 1957, 244 oldal

## Műfordításai
- A Német Demokratikus Köztársaság kulturális fejlődése, Művelt Nép, Budapest, 1951, 104 oldal, Szocialista kultúráért 8. (összeállította és fordította)

Szépirodalom:
- Walter Basan: Fekete félhold I–II. (Geliebte Feindin), Kossuth Kiadó, Budapest, 1958, 271 oldal, Tarka könyvek sorozat
- Helmut Hauptmann: Karrierista (Die Karriere des Hans Dietrich Borssdorf alias Jakow), Kossuth Kiadó, Budapest, 1959, 271 oldal, illusztráció: Gáll Gyula
- Stefan Heym: A kozmosz korszaka (Das kosmische Zeitalter), Kossuth Kiadó, Budapest, 1960, 144 oldal
- Abdol Hosszein Nusin: A kán meg a többiek (Chân wa digaran), Kossuth Kiadó, Budapest, 1962, 215 oldal, utószó Bozorg Alavi, illusztráció: Rogán Miklós
- Wolfgang Schreyer: Alaszkai rókák (Alaska Füchse), Kossuth Kiadó, Budapest, 1962, 216 oldal, illusztráció: Rogán Miklós
- Diego Viga: A mangófa árnyékában (Schicksal unterm Mangobaum), Kossuth Kiadó, Budapest, 1964, 228 oldal, illusztráció: Molnár Ágnes
- Anna Seghers: A februári út (Der Weg durch den Februar), Kossuth Kiadó, Budapest, 1966, 274 oldal